# Lucas Vonlanthen
Lucas Vonlanthen (* 18. August 1981 in St. Gallen) ist ein ehemaliger Schweizer Skispringer und Nordischer Kombinierer. Der kaufmännische Angestellte hat an zahlreichen Weltcupspringen teilgenommen.

## Werdegang
Lucas Vonlanthen nahm an den Nordischen Junioren-Weltmeisterschaften 1998 und 1999 sowie im Sprintwettbewerb der Nordischen Kombination bei den Nordischen Skiweltmeisterschaften 1999 teil, bevor er am 9. Dezember 1999 im finnischen Vuokatti sein Weltcupdebüt gab. Anschliessend trat er vorwiegend im Continental Cup sowie beim Grand Prix an. Ebenso nahm er an Wettbewerben des Skisprung-Continental-Cups teil, in dieser Disziplin gewann er im Mannschaftswettbewerb bei den Schweizer Meisterschaften dreimal die Silbermedaille.
Im Jahr 2007 beendete er seine Karriere.

## Erfolge

### Weltcup-Platzierungen
| Saison  | Platz |
| ------- | ----- |
| 1998/99 | 51.   |
| 2003/04 | 46.   |
| 2004/05 | 59.   |

### Continental-Cup-Platzierungen
| Saison  | Platz |
| ------- | ----- |
| 1997/98 | 61.   |
| 1998/99 | 64.   |
| 1999/00 | 54.   |
| 2000/01 | 19.   |
| 2002/03 | 39.   |
| 2003/04 | 04.   |
| 2004/05 | 24.   |
| 2005/06 | 09.   |
| 2006/07 | 48.   |

### Grand-Prix-Platzierungen
| Saison | Platz |
| ------ | ----- |
| 1999   | 09.   |
| 2000   | 12.   |
| 2004   | 05.   |